# Aharon Garushovich Galstyan
Aharon Garushovich Galstyan (sinh năm 1970), được biết đến với biệt danh Tài tế taxi đầu độc, là một tên trộm và giết người hàng loạt người Nga gốc Armenia. Hoạt động ở Sankt-Peterburg, Galstyan đánh thuốc mê hành khách bằng Azaleptin (thuốc ngủ có chứa clonazepam) và cướp đi những tài sản có giá trị, đã có 7 trường hợp nạn nhân đã tử vong, thi thể bị bỏ lại gần các thủy vực. Mặc dù tuyên bố mình vô tội, Galstyan vẫn bị kết tội và bị kết án tù chung thân không có cơ hội được ân xá.

## Tiểu sử
Galstyan sinh ra tại Armenia vào năm 1970, nhưng không rõ nhập cư vào Nga khi nào. Sau một thời gian sống ở Moskva, Galstyan chuyển đến sống với một người họ hàng ở Sankt-Peterburg và bắt đầu làm tài xế taxi, lái chiếc Lada Samara 2. Trong một lần đến gặp bác sĩ, Galstyan đã được kê đơn Azaleptin, một loại thuốc ngủ cực mạnh có thể gây tử vong nếu sử dụng với liều lượng lớn. Không lâu sau, Galstyan bắt đầu sử dụng nó trong các vụ trộm của mình.

## Gây án
Thủ đoạn của Aharon diễn ra theo cùng một cách thức: khi nhìn thấy một hành khách, Galstyan sẽ đón và lái xe đến điểm họ yêu cầu. Không giống như hầu hết những người đàn ông trong nghề tài xế taxi, anh ta không mặc cả về chi phí, điều kiện duy nhất là sẽ dừng lại ở các trạm xăng để giải khát, hầu hết các hành khách đều đồng ý. Sau khi mua đồ uống, từ cà phê đến Coca-Cola, Galstyan sẽ pha chúng với Azaleptin và đưa cho nạn nhân uống. Vài phút sau khi uống, nạn nhân sẽ bất tỉnh và hôn mê hoàn toàn. Sau đó, Galstyan lái xe vào những khu vực biệt lập, rồi lấy đi tất cả tiền bạc, trang sức và những tài sản đắt tiền khác. Để làm phức tạp thêm vụ án, anh ta còn đánh cắp căn cước của nạn nhân và ném ra ngoài cửa sổ khi đang lái xe. Hầu hết các nạn nhân sống sót đều bị bỏ lại ven đường hoặc gần các vùng nước, không thể nhớ những gì đã xảy ra trước đó. Sau khi cướp thành công, Galstyan sẽ đến một tiệm cầm đồ, để bán những món đồ để đổi lấy rúp.
Khi những vụ cướp bắt đầu vào tháng 4 năm 2005, các vụ việc đã được coi như là vụ biệt lập và phần lớn bị cảnh sát bỏ qua. Tuy nhiên, trong vòng ba năm sau đó, các nhà xác của thành phố chứng kiến sự gia tăng đặc biệt về số ca tử vong liên quan đến Azaleptin, hầu hết các nạn nhân được tìm thấy gần đường cao tốc. Cuối cùng, các nhà chức trách địa phương quan tâm đến vụ án, vì những điểm tương đồng đáng ngờ khiến họ tin rằng một tên tội phạm đang đánh thuốc mê và cướp tài sản có giá trị của công dân trong khu vực, và các vụ án có mối liên hệ với nhau.

## Bắt giữ, xét xử và kết án
Vụ án bị phát hiện khi các cuộc gọi điện thoại của nạn nhân cuối cùng bị giết (người gọi cho vợ anh ta trước khi bị đánh thuốc mê bằng Azaleptin) cho thấy đã gọi từ một trạm xăng trong thành phố. Các nhà chức trách đã kiểm tra đoạn phim CCTV, cho thấy Galstyan và nạn nhân dừng lại trong khuôn viên. Sau một thời gian, họ thấy Galstyan đã bỏ một thứ gì đó vào đồ uống mà anh ta đã mua, cảnh sát sau đó truy tìm Galstyan qua biển số xe. Thủ phạm bị bắt tại nhà riêng ở Sankt-Peterburg, trong đó các sĩ quan tìm thấy khoảng 100 viên thuốc Azaleptin, một khẩu súng gây choáng và một khẩu súng lục. Bác sĩ của Galstyan cũng bị thẩm vấn, ông xác nhận rằng đã cho bệnh nhân của mình uống thuốc trong vài năm qua, trùng với các vụ cướp và giết người xảy ra trong khoảng thời gian đó.
Do tính chất phức tạp của vụ án, phiên tòa kéo dài tổng cộng 4 năm, Galstyan kiên quyết chối bỏ tất cả các cáo buộc. Mặc dù có nhiều bằng chứng, bao gồm đoạn phim CCTV, các viên thuốc được tìm thấy tại nhà và lời khai nhân chứng từ những người sống sót, Galstyan phủ nhận tội lỗi của mình, tỏ ra giận dữ nhiều lần và cấm mọi video về mình. Trong một số trường hợp, khi được các nhà báo tiếp cận để phỏng vấn, Galstyan nói rằng cảm thấy không khoẻ và phải được đưa đến bệnh viện thành phố để đo huyết áp. Tuy nhiên, anh ta cũng tuyên bố chưa bao giờ làm tài xế taxi mà chỉ đơn giản là vận chuyển thực phẩm đến các cửa hàng mà người thân của anh ta làm chủ. Các luật sư bào chữa yêu cầu thân chủ của họ được trắng án, vì truyền thông đã bịa đặt toàn bộ câu chuyện và gán ghép vì anh ta là người nước ngoài không thể tự bào chữa cho mình. Bất chấp những tuyên bố này, Aharon Galstyan đã bị kết tội 7 vụ giết người và 26 vụ cướp và bị kết án tù chung thân không có cơ hội được ân xá, Galstyan sẽ phục vụ trong chế độ đặc biệt. Sau khi nghe phán quyết, anh ta bị gia đình và người thân ở Nga và Armenia công khai từ bỏ.

### Vụ việc liên quan
Trong năm 2016, ba vụ cướp đã xảy ra ở Sankt-Peterburg, một trong số đó dẫn đến tử vong. Nạn nhân, Alexander Laptev, là một giám đốc ngân hàng thi thể được tìm thấy vào tháng 3, không có bất kỳ dấu hiệu bạo lực nào. Sau đó thủ phạm lần lượt bị bắt gồm bốn người đàn ông (Nazim Hasanov, Rakhim Aliyev, Sherzat Kodirov và Nakhmad Tarverdiyev) hành nghề lái xe taxi bất hợp pháp. Giống như Galstyan trước đó, họ đã đánh thuốc mê nạn nhân bằng thuốc hướng thần, cướp đi những tài sản có giá trị và sau đó bỏ rơi họ gần các con đường. Các thủ phạm Hasanov và Aliyev đã nhận án chung thân, trong khi Kodirov và Tarverdiyev lần lượt bị phạt 12 và 9 năm tù trong chế độ đặc biệt.